# Mykhailo Oleksandrovych Maksymovych

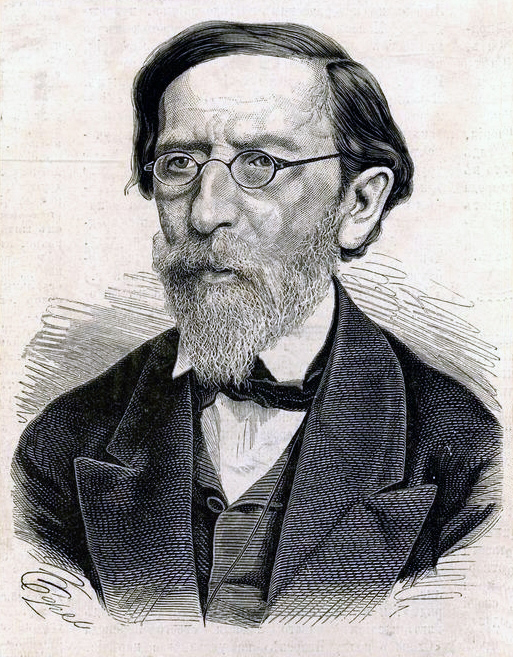
Chân dung vẽ năm 1873 của Pyotr Borel

Mykhailo Oleksandrovych Maksymovych  ( tiếng Ukraina: Михайло Олександрович Максимович; sinh ngày 3 tháng 9 năm 1804 – mất 10 tháng 11 năm 1873) là một nhà thực vật học, sử gia và văn hào người Ukraina có xuất thân từ dân Cossack thuộc Đế quốc Nga.
Ông đã có rất nhiều đóng góp trong nhiều lĩnh vực: khoa học sự sống (đặc biệt là thực vật và động vật học), ngôn ngữ học, văn hóa dân gian, dân tộc học, lịch sử, nghiên cứu văn học và khảo cổ học.
Năm 1871, ông được bầu làm thành viên thông tấn tại Viện Hàn lâm trong các khoa Khoa học, Ngôn ngữ Nga và Văn học. Maksymovych cũng là thành viên của Hiệp hội Lịch sử Nestor Nhà chép sử tại Kyiv trong giai đoạn 1872-1931.

## Tóm tắt tiểu sử

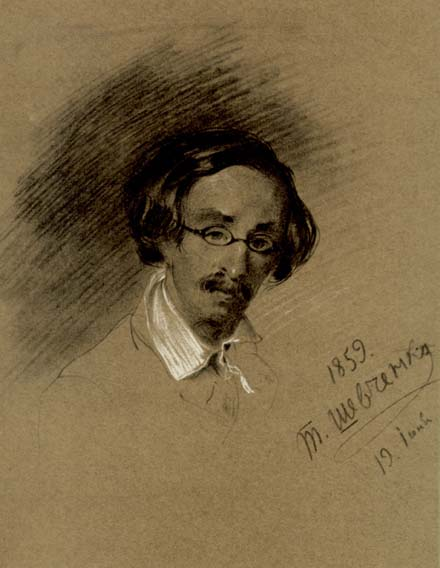
Chân dung vẽ năm 1859 bởi Taras Shevchenko

Maksymovych sinh ra trong một gia đình người Cossack Zaporozhia sở hữu một điền trang nhỏ tại Mykhailova Hora gần Prokhorivka, hạt Zolotonosha thuộc tỉnh Poltava (nay thuộc tỉnh Cherkasy ) ở tả ngạn Ukraine. Sau khi học xong bậc trung học tại Novhorod-Siverskyi, ông theo học ngành khoa học tự nhiên và ngữ văn thuộc khoa Triết tại Đại học Moskva và sau đó tiếp tục theo học tại khoa Y. Ông nhận bằng đại học đầu tiên vào năm 1823 và bằng thứ hai vào năm 1827. Sau đó, ông ở lại trường để nghiên cứu thực vật học. Năm 1833, ông nhận bằng tiến sĩ và được bổ nhiệm làm giáo sư khoa Thực vật học tại Đại học Moskva.
Ông dạy Sinh học và giữ vai trò điều hành vườn bách thảo trong trường đại học. Trong thời gian này, ông đã cho ra nhiều xuất bản về thực vật học, văn hóa dân gian và văn học. Ông đã xây dựng mối quan hệ với nhiều nhân vật hàng đầu trong giới trí thức Nga, bao gồm nhà thơ Alexander Pushkin và nhà văn Nikolai Gogol. Ông chia sẻ niềm đam mê ngày càng lớn với họ về lịch sử dân Cossack.
Năm 1834, ông được bổ nhiệm làm giáo sư văn học Nga tại trường Đại học Saint Vladimir mới thành lập ở Kyiv và là hiệu trưởng đầu tiên của trường này cho đến năm 1835. (Ngôi trường này được Nga xây dựng nhằm mục tiêu làm suy giảm ảnh hưởng của Ba Lan tại Ukraine và bản thân Maksymovych phần nào là một công cụ của chính sách này). Maksymovych đã đề xuất nhiều kế hoạch nhằm mở rộng quy mô cho trường  bao gồm việc thu hút nhiều nhân sĩ người Ukraine và Nga có tiếng như Mykola Kostomarov và Taras Shevchenko đến đây giảng dạy.

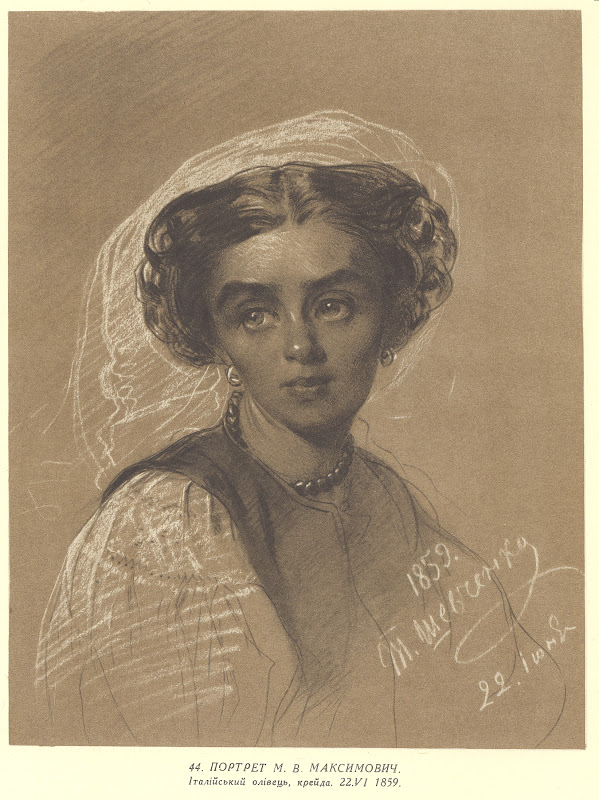
Người vợ Mariia Maksymovych.

Năm 1847, ông chịu tác động sâu sắc bởi các vụ bắt giữ, tống giam và lưu đày các thành viên của Hội Huynh đệ toàn Slavs của Thánh Cyril và Methodius khi nhiều người trong số họ bao gồm cả nhà thơ Taras Shevchenko là các bạn bè hoặc học trò của ông. Kể từ sau sự kiện này, ông tập trung hoàn toàn vào hoạt động học thuật và xuất bản nhiều ấn phẩm.
Ông kết hôn năm 1853. Năm 1857, với hy vọng cải thiện tình hình tài chính đang rất khó khăn, ông đến Moskva để tìm việc. Năm 1858, Taras Shevchenko, sau khi trở về từ nơi lưu đày, đã đến thăm ông ở Moskva, và khi Maksymovych trở về Mykhailova Hora, Shevchenko cũng đến thăm ông tại đó. Trong thời điểm này, Shevchenko đã vẽ chân dung của Maksymovych và vợ ông là bà Maria.
Trong những năm cuối đời, Maksymovych càng cống hiến nhiều hơn cho ngành khoa học lịch sử và đã tham gia nhiều cuộc tranh luận sâu rộng với các nhà sử học Nga là Mikhail Pogodin và Mykola Kostomarov.

## Vật lý và triết học
Giữa những năm 1820 và 1830, Maksymovych đã xuất bản nhiều sách giáo khoa về Sinh học nói chung và Thực vật học nói riêng. Quyển sách học thuật đầu tiên của ông về thực vật học được xuất bản năm 1823 với tựa đề Hệ thống của giới thực vật có hoa (Про системи рослинного царства). Ông cũng xuất bản nhiều tác phẩm phổ biến kiến thức về thực vật học dành cho giới bình dân, đồng thời mang cách tiếp cận "phổ thông" này vào trong các tác phẩm viết về văn hóa dân gian, văn học và lịch sử.
Năm 1833 tại Moskva, ông xuất bản quyển Sách của Naum về Thế giới vĩ đại của Chúa, một tác phẩm giải thích nhiều kiến thức về địa chất, hệ mặt trời và vũ trụ dưới hình thức tôn giáo dành cho giới bình dân. Quyển sách này cực kỳ bán chạy và được tái bản tới mười một lần, mang lại cho bản thân ông một khoản tiền bản quyền trong nhiều năm.
Cũng trong năm 1833, Maksymovych xuất bản "Một bức thư về triết học" thể hiện sự ngưỡng mộ của ông đối với quyển "Triết học tự nhiên" của Schelling. Trong bức thư này, ông tuyên bố rằng triết học đích thực dựa trên tình yêu và rằng tất cả các nhánh của tri thức có tổ chức và có hệ thống, nhằm mục đích nhận ra ý nghĩa và sự thống nhất nội tại của sự vật, đặc biệt là lịch sử, đều là triết học. Với việc nhấn mạnh vào lịch sử, Maksymovych đã tiếp cận đến quan điểm của Baader, Hegel và Schelling.

## Văn hóa dân gian
Năm 1827, Maksymovych xuất bản quyển Dân ca Tiểu Nga (Збірник малоросійських пісень) là một trong những tuyển tập dân ca đầu tiên được xuất bản tại Đông Âu. Gồm 127 bài, bao gồm các bài hát về lịch sử, cuộc sống thường nhật và lễ nghi. Tuyển tập này đã đánh dấu sự chuyển hướng trong cách tiếp cận của ông sang giới bình dân, là một trong những dấu hiệu đầu tiên trong kỷ nguyên của chủ nghĩa lãng mạn đang chớm nở vào thời điểm này. Bất cứ nơi nào tác phẩm được đọc, nó đều khơi dậy sự quan tâm của tầng lớp trí thức đối với cuộc sống của những người dân bình thường. Lần lượt vào các năm 1834 và 1849, Maksymovych đã xuất bản thêm hai tuyển tập nữa.
Trong các tuyển tập dân ca do mình xuất bản, Maksymovych đã sử dụng mộ hệ thống chính tả mới cho tiếng Ukraine dựa trên nguyên tắc ngữ nguyên học, mặc dù các mẫu tự trông khá giống với chữ Nga, nhưng đây là bước đầu tiên hướng tới một hệ thống chính tả độc lập, dựa trên ngữ âm của tiếng Ukraine mà sau này được Panteleimon Kulish, một người đương thời trẻ hơn đề xuất. Hệ thống của Kulish đã trở thành cơ sở cho ngôn ngữ viết hiện đại của tiếng Ukraine.
Nhìn chung, Maksymovych cho rằng có những khác biệt tâm lý cơ bản, phản ánh sự khác biệt trong tính cách dân tộc giữa các bài dân ca Nga và Ukraine. Ông cho rằng bài dân ca Ukraine mang tính tự phát và sống động hơn, trong khi dân ca Nga lại mang tính phục tùng và quy củ hơn. Quan điểm này của ông cũng được chia sẻ với rất nhiều cá nhân đuơng thời, chẳng hạn như nhà sử học Mykola Kostomarov và nhiều người khác.
Năm 1856, Maksymovych đã xuất bản phần đầu của tác phẩm "Những tháng ngày của thôn dân Ukraine" đã đúc kết nhiều năm quan sát tầng lớp nông dân Ukraine. Trong tác phẩm này, ông trình bày các phong tục dân gian của làng quê Ukraine theo từng tháng trong năm. (Toàn bộ tác phẩm chỉ được xuất bản đầy đủ vào thời kỳ Xô viết).

## Ngôn ngữ và văn học
Năm 1839, Maksymovych xuất bản cuốn Lịch sử văn học cổ Nga, đề cập đến nền văn học Nga thời kỳ Kyiv-Rus. Maksymovych nhận thấy tính liên tục rõ ràng giữa ngôn ngữ và văn học của Ruthenia (thời kỳ Kievan Rus') và thời kỳ Cossack. Thực tế, ông dường như cho rằng tiếng Ruthenia cổ có mối quan hệ với tiếng Nga hiện đại theo cách tương tự như tiếng Séc cổ có mối quan hệ với tiếng Ba Lan hoặc Slovak hiện đại. Tức ngôn ngữ này có nhiều ảnh hưởng nhưng không giống hệt ngôn ngữ kia. Về sau, ông cũng tiến hành dịch bộ sử thi Truyện kể về Chiến dịch của Igor sang thơ bằng cả tiếng Nga và Ukraine hiện đại. Nhiều tác phẩm văn học của Maksymovych bao gồm thơ ca và niên giám có nhiều nội dung dành cho tiếng Nga.

## Lịch sử
Từ những năm 1850 đến những năm 1870, Maksymovych đã nghiên cứu rất nhiều về lịch sử, đặc biệt là lịch sử Nga và Ukraine. Ông chỉ trích học thuyết Norman cho rằng nhà nước Kyivan Rus có nguồn gốc từ vùng Scandinavia, thay vào đó ông nhấn mạnh vào nguồn gốc Slav của nhà nước này. Tuy nhiên, ông cũng phản đối nhà sử học Nga, Mikhail Pogodin, người tin rằng nhà nước Kyivan Rus ban đầu được cư trứ bởi người Đại Nga từ phương bắc. Maksymovych lập luận rằng vùng Kyiv chưa bao giờ hoàn toàn không có người sinh sống, ngay cả sau cuộc xâm lược của người Mông Cổ, rằng nơi đây luôn là nơi sinh sống của người Ruthenia cũng như tổ tiên của họ. Ông cũng là một trong những người đầu tiên tuyên bố "thời kỳ Litva" (chịu ảnh hưởng bởi người Litva) cũng là một giai đoạn trong lịch sử Nga.
Maksymovych cũng nghiên cứu về lịch sử thành phố Kyiv, về nhà nước Hetman Cossack, cuộc nổi dậy của Bohdan Khmelnytsky, cuộc khởi nghĩa Khmelnytsky chống lại Ba Lan và nhiều chủ đề khác. Nhìn chung, ông có cảm tình với nghĩa quân Cossack dẫn đến tác phẩm đầu tiên của ông về những người nổi dậy Haidamaks đã bị cơ quan kiểm duyệt Nga cấm xuất bản. Nhiều tác phẩm quan trọng của ông là những nghiên cứu phê bình và chỉnh sửa các ấn phẩm của các nhà sử học khác như Mikhail Pogodin và Mykola Kostomarov.

## Nghiên cứu về các dân tộc Slavs
Trong nghiên cứu về các sắc dân Slavs, Maksymovych đã xem xét các luận điểm của nhà ngôn ngữ học người Czech, Josef Dobrovský và học giả người Slovak, Pavel Jozef Šafárik. Tương tự như họ, ông đã chi nhóm ngôn ngữ Slavs thành hai nhóm chính: nhóm phía tây và nhóm phía đông. Tuy nhiên, ông tiếp tục chia nhóm phía tây thành hai phần nhỏ hơn bao gồm nhóm tây bắc và tây nam (trong khi Dobrovský lại gộp tiếng Nga vào chung nhóm với các ngôn ngữ Slavs phía nam). Maksymovych đặc biệt phản đối quan điểm của Dobrovský rằng nhóm phía đông, hay tiếng Nga, là thống nhất, là không tồn tại những khác biệt lớn hoặc phương ngữ. Ông đã chia nhóm phía đông thành hai ngôn ngữ độc lập: tiếng Nga Nam và tiếng Nga Bắc. Tiếng Nga Nam được chia thành hai phương ngữ chính: tiếng Ruthenia và tiếng Ruthenian Đỏ (tiếng Galicia). Tiếng Nga Bắc được chia thành bốn phương ngữ chính, trong đó ông cho rằng phương ngữ Moskva là hoàn thiện nhất nhưng cũng là trẻ nhất. Ngoài ra, ông cũng xem Tiếng Belarus là một ngôn ngữ độc lập là trung gian giữa tiếng Nga Bắc và Nam nhưng gần gũi với tiếng phương Bắc hơn. Đầu thế kỷ 20, một học giả người Croatia là Vatroslav Jagić đã cho rằng hệ thống phân loại của Maksymovych là một đóng góp quan trọng cho ngành nghiên cứu ngữ văn Slavs.
Maksymovych cũng ủng hộ lý thuyết về nguồn gốc độc lập của ngôn ngữ nói thuộc tiếng Rus cổ, cho rằng chúng tách biệt với ngôn ngữ viết đương thời vốn dựa trên tiếng Slavs Giáo hội. Maksymovych cũng phê bình bản đồ thế giới Slavs của Pavel Jozef Šafárik viết về người Sorb Lusatia và các câu tục ngữ Ba Lan. Maksimovich cũng viết một cuốn tự truyện ngắn xuất bản lần đầu vào năm 1904.

## Di sản

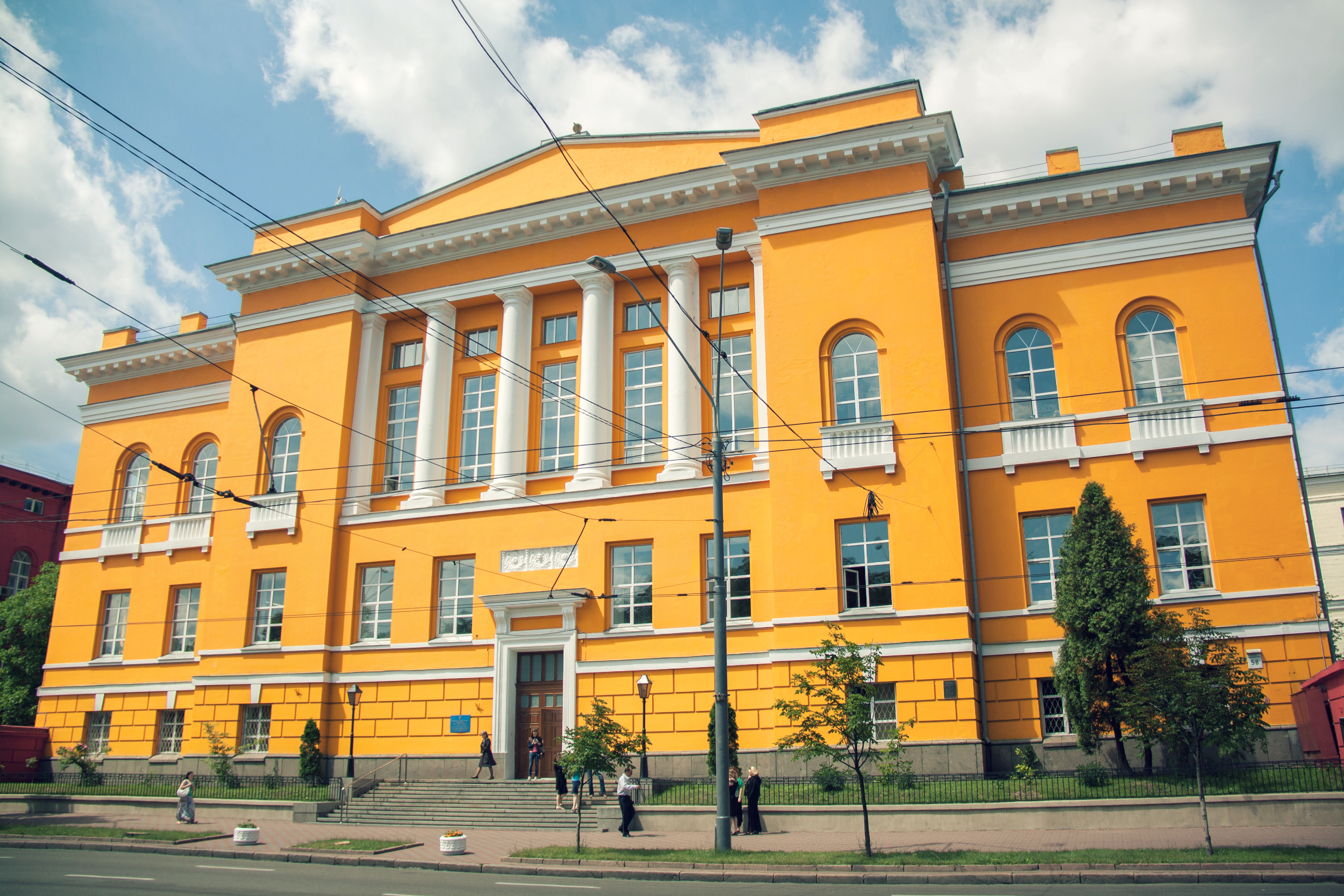
Thư viện khoa học Maksymovych

Maksymovych là người tiên phong trong thời đại của mình và theo nhiều cách. Ông là một trong những nhân tố "toàn năng" cuối cùng khi có thể đồng thời đóng góp nhiều nghiên cứu cho cả khoa học tự nhiên và khoa học nhân văn. Các công trình của ông trong lĩnh vực sinh học và vật lý phản ánh mối quan tâm của ông đến những con người bình thường, là thể hiện của tình yêu thương đồng loại theo triết lý của Schelling. Các tác phẩm về văn học, văn hóa dân gian và lịch sử, thường được viết dưới dạng những "bức thư" công khai gửi đến các đối thủ học thuật của ông, chỉ ra hướng tiếp cận mới trong việc kể lại những câu chuyện của những người bình dân. Thông qua những việc này, Maksymovych đã "đánh thức" được tình cảm dân tộc trong đồng bào mình, đặc biệt là với thế hệ trẻ. Ông đã gây ảnh hưởng lớn đến nhiều người trẻ cùng thời bao gồm nhà thơ Taras Shevchenko, nhà sử học Mykola Kostomarov, nhà văn Panteleimon Kulish và nhiều cá nhân khác.

Thư viện của Đại học Kyiv được đặt theo tên ông để vinh danh. 

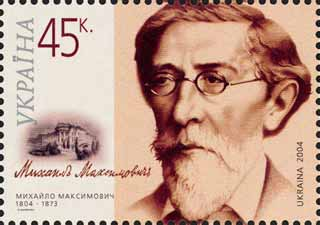
Tem bưu chính Ukraine kỷ niệm 200 năm ngày sinh của Mykhailo Maksimovich (2004)
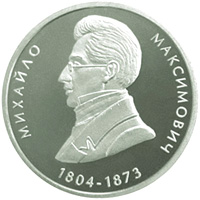
Đồng xu kỷ niệm Ukraine
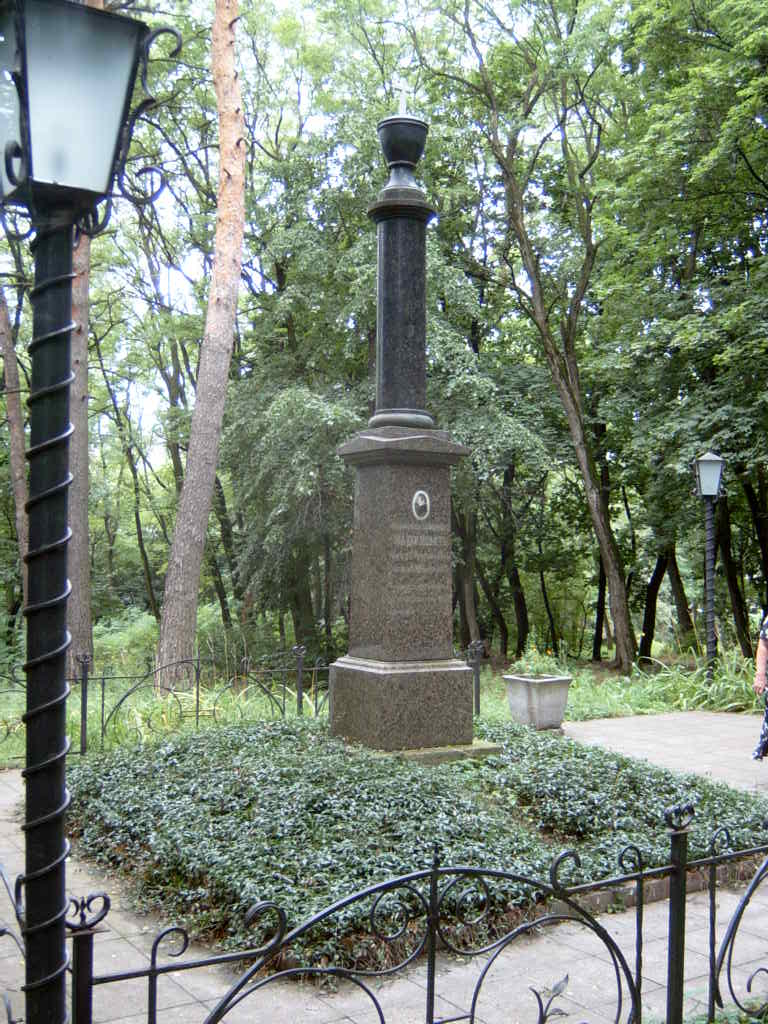
Nơi chôn cất
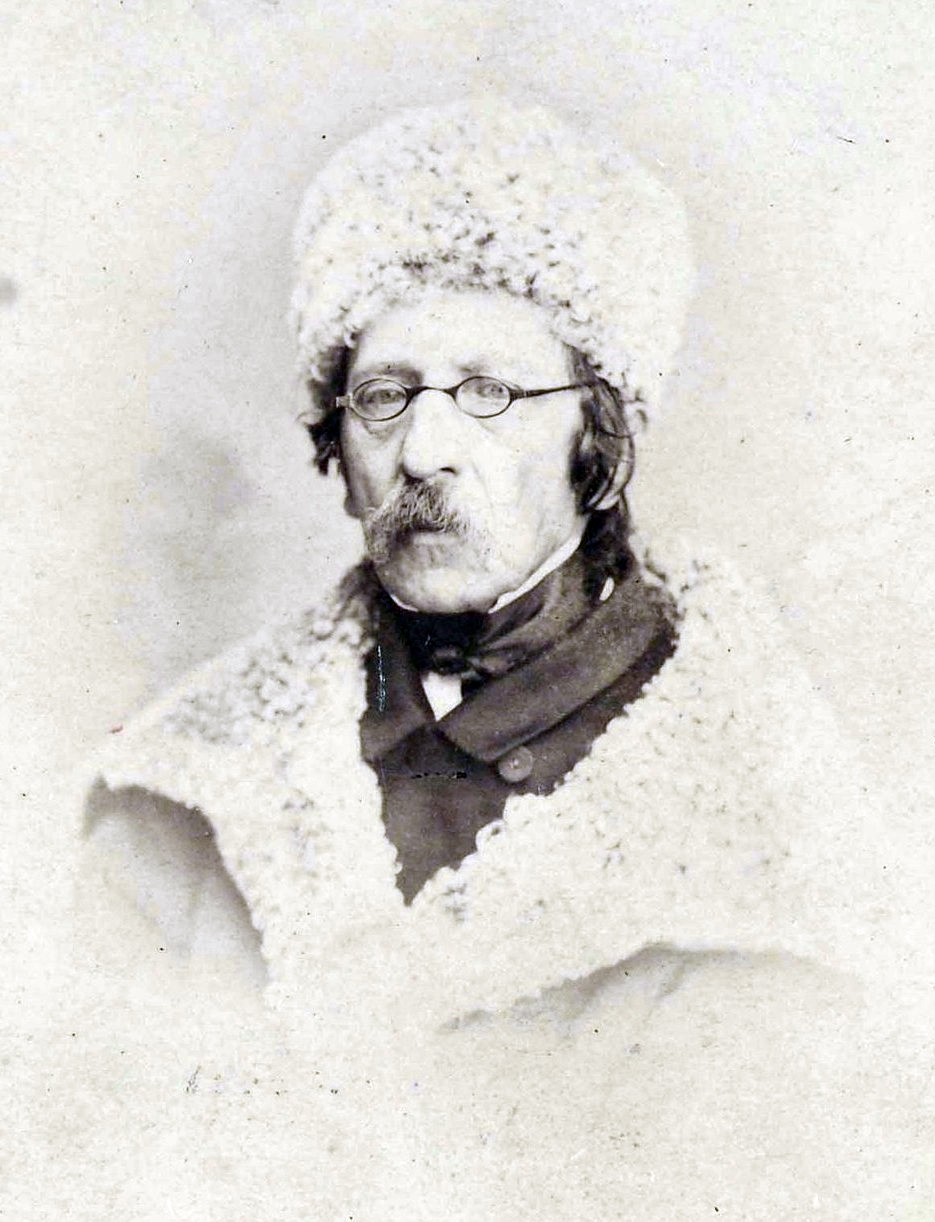
Mykhailo Maksymovich